# Johanna Schütte
Johanna Schütte (* 20. August 2007 in Berlin) ist eine deutsche Volleyballspielerin.

## Karriere
Schütte begann ihre Karriere bei SG Rotation Prenzlauer Berg. 2021 ging sie zum VC Olympia Berlin. Dort spielte sie zwei Jahre lang in der zweiten Mannschaft, bevor sie von 2023 bis 2025 mit der ersten Mannschaft in der Zweiten Liga Nord antrat. 2025 nahm die Zuspielerin mit der deutschen Nachwuchs-Nationalmannschaft an der U19-Weltmeisterschaft teil. Zur Saison 2025/26 wechselte Schütte zum Erstligisten SC Potsdam.